# واسا (شهرک)، ویسکانسین
واسا (به انگلیسی: Wausau) یک منطقهٔ مسکونی در ایالات متحده آمریکا است که در شهرستان ماراتون، ویسکانسین واقع شده‌است. واسا ۸۳٫۵ کیلومتر مربع مساحت و ۲٬۲۲۹ نفر جمعیت دارد و ۴۲۹ متر بالاتر از سطح دریا واقع شده‌است.